# Delphinium lineapetalum
Delphinium lineapetalum är en ranunkelväxtart som beskrevs av Joseph Andorfer Ewan. Delphinium lineapetalum ingår i släktet storriddarsporrar, och familjen ranunkelväxter. Inga underarter finns listade i Catalogue of Life.